# The Kid from Gower Gulch
The Kid from Gower Gulch è un film del 1950 diretto da Oliver Drake.
È un western musicale statunitense con Spade Cooley, Jack Baxley, Joe Hiser e Bob Curtis.

## Produzione
Il film, diretto da Oliver Drake su una sceneggiatura di Elmer Clifton e un soggetto di Bob Gilbert, fu prodotto dallo stesso Drake tramite la Oliver Drake Productions e girato nell'Oliver Drake Ranch a Pearblossom e, per le scene del rodeo, a Ridgecrest, California.

## Distribuzione
Il film fu distribuito negli Stati Uniti dal 15 gennaio 1950 al cinema dalla Astor Pictures Corporation.

## Promozione
Le tagline sono:
- VICTORY DEPENDED ON HIS ABILITY TO RIDE "CYCLONE"...BUT HE DIDN'T KNOW HOW TO RIDE A HORSE
- THE KING OF WESTERN SWING
- THRILL AFTER THRILL IN THIS ACTION-PACKED RODEO STORY